# Pokrajina Cosenza
Pokrajina Cosenza (v italijanskem izvirniku Provincia di Cosenza [provìnča di kozènca]) je ena od petih pokrajin, ki sestavljajo deželo Kalabrija. Zavzema tudi otoka Dino in Cirella. Meji na severu z deželo Bazilikata, na vzhodu z Jonskim morjem, na jugu s pokrajinama Catanzaro ter Crotone in na zahodu s Tirenskim morjem.
Njeno glavno mesto je mesto Cosenza. Vsebuje 150 občin (comune), navedenih na seznamu občin province Cosenza.
Pokrajina Cosenza vsebuje skupnost govorcev okcitanskega jezika (znanega tudi kot Langue d'oc) v Guardia Piemontese: oblikovali so jo člani Vaudoi ali valdenškega gibanja, ki so se v 13. in 14. stoletju preselili v Cosenzo, da bi se izognili verskemu preganjanju. Številni italijanski Albanci (Arbëreshë) živijo v pokrajini, odkar so v 16. stoletju prispeli pred versko preganjanje, ki ga je izvajalo Osmansko cesarstvo.

## Večje občine
Glavno mesto je Cosenza, ostale večje občine so (podatki 31.12.2006):
| Občina             | Prebivalcev |
| ------------------ | ----------- |
| Cosenza            | 69.625      |
| Corigliano Calabro | 39.473      |
| Rossano            | 37.760      |
| Rende              | 35.194      |
| Castrovillari      | 22.673      |
| Acri               | 22.295      |

## Zgodovinske zanimivosti
Prve sledi človekove poselitve na tem območju segajo v obdobje zgodnjega paleolitika. Ta mesta vključujejo jamo Romito v Papasideru, vključno s stenskimi poslikavami bovidov.
Cosenza se je začela kot naselje italskega plemena Bruttii in je postala njihova prestolnica, preden so na to območje vdrli Rimljani. Mesto so leta 204 pred našim štetjem osvojili Rimljani in ga poimenovali Cosentia. Od 8. stoletja pred našim štetjem je sedanje pokrajinsko območje postalo del tako imenovane Magna Graecia. Grška mesta, vključno s Sibarijem in Pandosijo, so bila večinoma na obalnem območju in ob vznožju masiva Pollino.
Kralj Vizigotov Alarik I. je osvojil regijo v kasnejših fazah Zahodnega rimskega cesarstva in po legendi je Alarik I. pokopan v Cosenzi skupaj z velikim zakladom. Kasneje je Cosenza za kratek čas padla pod oblast Bizantinskega cesarstva, preden so jo osvojili Langobardi kot del vojvodine Benevento. Rogerij II. Sicilski ga je v 12. stoletju naredil za glavno mesto Terra Giordana.
V sodobnem času, kot del Neapeljskega kraljestva in kasneje Kraljevine dveh Sicilij, je provinca ostala večinoma podeželsko območje, namenjeno poljedelstvu in živinoreji. Fevdalizem je bil odpravljen šele v 19. stoletju. Območje je bilo v stoletjih tudi sedež več oblik roparstva.
V grbu pokrajine Cosenza izstopa debelo zarisan križ, ki predstavlja križarje, ki so se odlikovali v prvi križarski vojni (1097) pod vodstvom vojvode Boemonda. Križ je prisoten tudi v grbih pokrajin Reggio Calabria, Catanzaro in Vibo Valentia, čigar ozemlja so takrat bila pod njegovo oblastjo.

## Naravne zanimivosti
V naravnem rezervatu Giganti della Sila, kar pomeni Velikani Sile, se nahaja med drugim smrekov gozd (5,44 ha) z velikim številom zelo starih in velikanskih dreves. Nekatere od teh smrek so stare do 350 let, debla merijo v premeru do 187 cm. Povprečna višina teh velikanov je 35 metrov, a posamezni primeri dosežejo 43 metrov. Obisk je dovoljen samo pešcem.
Seznam zaščitenih področij v pokrajini:
- Narodni park Pollino (Parco nazionale del Pollino)
- Narodni park Sila (Parco nazionale della Sila)
- Naravni rezervat Gallopane (Riserva naturale Gallopane)
- Naravni rezervat Golia Corvo (Riserva naturale Golia Corvo)
- Naravni rezervat Iona Serra della Guardia (Riserva naturale Iona Serra della Guardia)
- Naravni rezervat Macchia della Giumenta - San Salvatore (Riserva naturale Macchia della Giumenta - San Salvatore)
- Naravni rezervat Serra Nicolino Piano d'Albero (Riserva naturale Serra Nicolino Piano d'Albero)
- Naravni rezervat Tasso - Camigliatello Silano (Riserva naturale Tasso - Camigliatello Silano)
- Naravni rezervat Trenta Coste (Riserva naturale Trenta Coste)
- Naravni rezervat I Giganti della Sila (Riserva naturale I Giganti della Sila)
- Naravni rezervat Gole del Raganello (Riserva naturale Gole del Raganello)
- Naravni rezervat Valle del Fiume Argentino (Riserva naturale Valle del Fiume Argentino)
- Naravni rezervat Valle del Fiume Lao (Riserva naturale Valle del Fiume Lao)
- Naravni rezervat Foce del Crati (Riserva naturale Foce del Crati)
- Naravni rezervat Tarsia (Riserva naturale Tarsia)